# Nuevo Durango Cinco
Nuevo Durango Cinco är en ort i Mexiko.   Den ligger i kommunen Hopelchén och delstaten Campeche, i den östra delen av landet, 1 000 km öster om huvudstaden Mexico City. Nuevo Durango Cinco ligger 135 meter över havet och antalet invånare är 135.
Terrängen runt Nuevo Durango Cinco är platt. Runt Nuevo Durango Cinco är det mycket glesbefolkat, med 2 invånare per kvadratkilometer. Närmaste större samhälle är Xmejía, 15,7 km söder om Nuevo Durango Cinco. I omgivningarna runt Nuevo Durango Cinco växer i huvudsak städsegrön lövskog.